# Barilius dimorphicus
Barilius dimorphicus är en fiskart som beskrevs av S.T. Tilak och Husain, 1990. Barilius dimorphicus ingår i släktet Barilius och familjen karpfiskar. IUCN kategoriserar arten globalt som sårbar. Inga underarter finns listade.